# N-iX
N-iX (en-iks) – ukraińska firma IT z siedzibą główną we Lwowie, partner technologiczny dużych przedsiębiorstw oraz innowacyjnych firm z USA, Kanady, Australii, Wielkiej Brytanii, Szwecji oraz innych krajów Europy. N-iX ma ponad 1000 programistów, pracujących nad projektami z dziedziny telekomunikacji, finansów, mediów, energetyki, lotnictwa, rolnictwa, przemysłu, handlu, edukacji oraz medycyny.
W okresie 2016–2019, firma wzrosła o 331% (dochód, obroty, wartość firmy, zyski liczba pracowników, liczba klientów), dzięki czemu trafiła na listy rankingowe Inc. 5000 Europe oraz Software 500. Już od kilku lat N-iX zalicza się do setki najlepszych outsourcingowych firm świata według IAOP.

## Historia
Andrew Pavliv wraz z partnerami Dmytrom Kosarewym i Wernerem Richardem Krajnerem założyli przedsiębiorstwo we Lwowie w sierpniu 2002 roku jako start-up o nazwie NovelliX (kombinacja słów Novell i Linux).

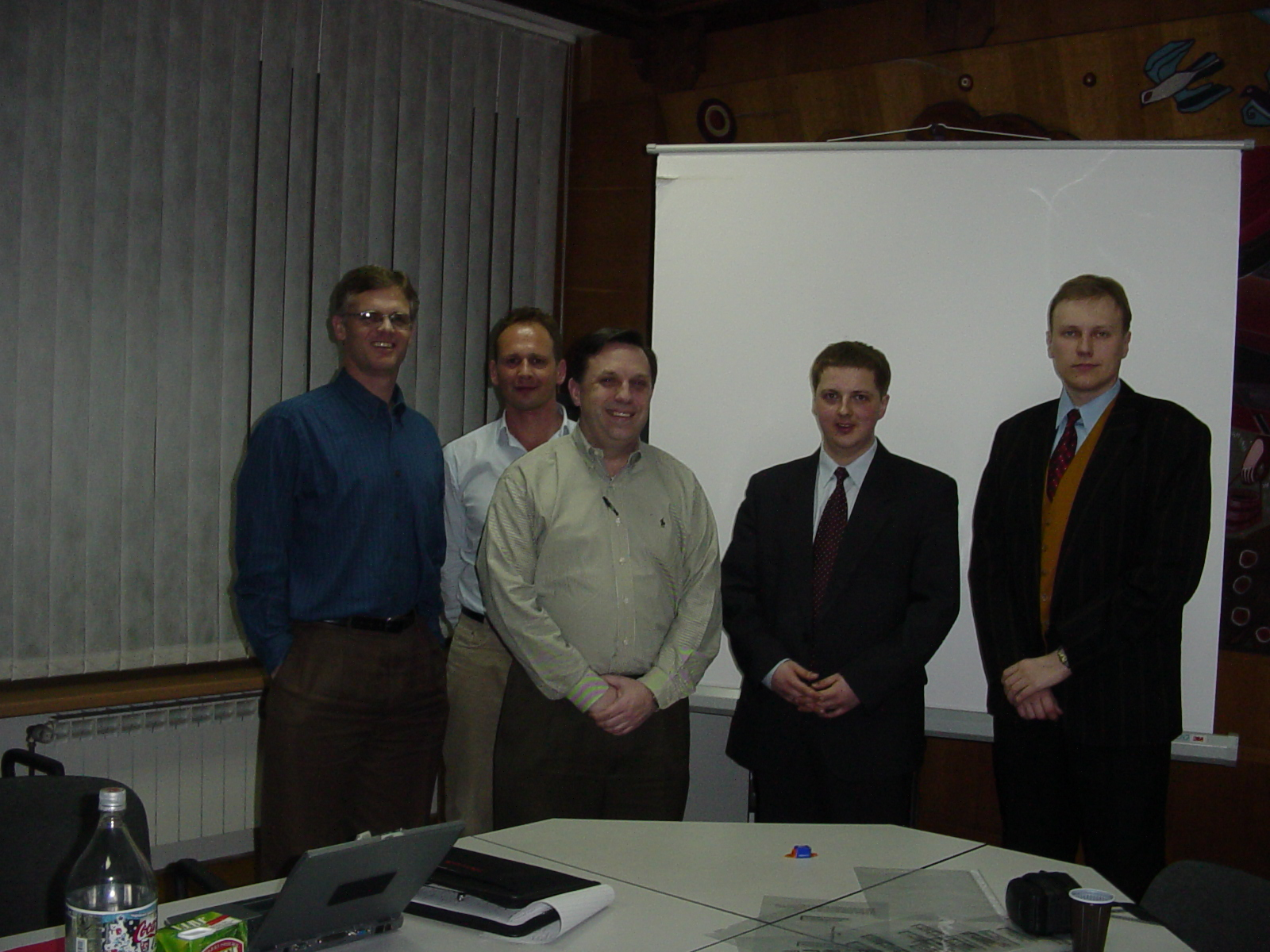
Spotkanie NovelliX i Novell w 2003 roku

Firma zajmowała się rozpracowywaniem produktów Novell pod Linux. W rezultacie w 2003 roku amerykańska IT firma Novell nabył produkt opracowany przez NovelliX, stając się tym samym pierwszym partnerem firmy NovelliX, która dokonała rebrandingu i zmieniła się ze start-upa w dostawcę usług oprogramowania N-iX.

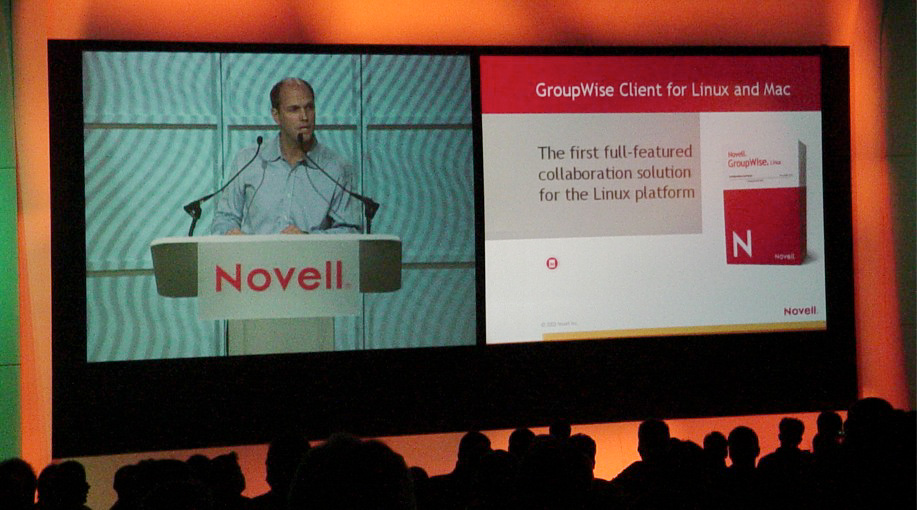
Chris Stone, wiceprezes Novell, przedstawia produkt opracowany przez NovelliX

Na polecenie Novell, w 2005 roku, StreamServe (szwedzka firma, która opracowywała rozwiązania do automatyzacji dokumentów) rozpoczęła współpracę z N-iX, która później przeszła w długoterminowe partnerstwo. Co więcej, kiedy w 2010 roku kanadyjska firma OpenText, największy kanadyjski producent oprogramowania do zarządzania procesami oraz informacjami, przejęła StreamServe, współpraca była kontynuowana, a N-iX stała się strategicznym partnerem OpenText. Dlatego od ponad dekady N-iX prowadzi konsultacje dla produktów OpenText. W 2015 roku owocna współpraca została oficjalnie potwierdzona – N-iX została autoryzowanym partnerem firmy OpenText i kontynuuje współpracę w nowym formacie.
W 2012 roku firma założyła N-iX Game & VR Studio, jednostkę w firmie, projektującej gry oraz aplikacje do rzeczywistości wirtualnej i rozszerzonej. Wśród klientów N-iX Game & VR Studio znajdują się takie firmy jak Wargaming, Paradox Development Studio, MindArk, Silicon Studio, Adverty, SportsVTS.
W 2014 r. N-iX inwestuje w rozwój biznesu i zaczyna szybko rosnąć. Już w 2016 roku firma nawiązała współpracę z 500 programistami. Według Inc. 5000 Europe, wzrost N-iX wyniósł ponad 331% między 2014 a 2017 rokiem.
W 2017 roku N-iX stała się pierwszą ukraińską firmą, która znalazła się na liście Software 500 – rankingu najlepszych światowych firm programistycznych.
N-iX współpracuje z klientami z ponad 25 krajów: USA, Kanady, Wielkiej Brytanii, Niemiec, Szwecji, Norwegii, Szwajcarii, Japonii, Australii i innych.
W 2018 roku firma przekroczyła granicę 850 specjalistów. N-iX uczestniczyła w pierwszym w historii „Ukraińskim Domu” w Davos w ramach Światowego Forum Ekonomicznego i wraz z innymi firmami technologicznymi reprezentowała Ukrainę podczas Tygodnia Ukrainy w Londynie.
W 2019 r. Liczba inżynierów w N-iX osiągnęła tysiące. Firma przeprowadziła także analizę rynku i zebrała w badaniu interesujące fakty dotyczące ukraińskiego sektora IT – „Ukraine: The Country That Codes”.

## Biura i lokalizacje
Pierwsze biuro N-iX powstało we Lwowie. Jednak wraz z szybkim rozwojem firmy, zaczęły powstawać biura w innych miastach i krajach. W 2009 r. zostało otwarte biuro w Malmö w Szwecji.
W 2015 roku firma uruchomiła centrum rozwoju w Kijowie.
W 2016 r. Zostały otwarte dwa kolejne biura: centrum deweloperskie w Krakowie w Polsce oraz biuro w USA na Florydzie. W latach 2018–2019 N-iX otwiera nowe biura w Mińsku na Białorusi, Sofii, Bułgarii i Valletcie na Malcie, a także znacznie rozszerza swoje centra rozwojowe we Lwowie i Kijowie.

## Partnerstwa i członkostwa
N-iX jest certyfikowanym partnerem tak znanych zagranicznych firm technologicznych, jak OpenText, SAP i Microsoft. Ze związków ukraińskich – N-iX jest członkiem założycielem Lwowskiego Klastra IT i członkiem Stowarzyszenia National Union of IT Ukraine. N-iX jest członkiem wielu komercyjnych oraz dyplomatycznych organizacji i związków: Amerykańskiej Izby Handlowej na Ukrainie, Europejskiego Stowarzyszenia Biznesu, Brytyjsko-Ukraińskiej Izby Handlowej, Norwesko-Ukraińskiej Izby Handlowej oraz Kanadyjskiej Izby Handlowej.
N-iX posiada certyfikat ISO – w kategoriach 9001:2015 (systemy zarządzania jakością) i 27001:2013 (systemy zarządzania bezpieczeństwem informacji). Firma uzyskała również certyfikat zgodności PCI DSS, który potwierdza bezpieczeństwo transakcji bankowych w ramach N-iX oraz projektów, nad którymi firma pracuje.

## Klienci
Inżynierowie N-iX pracują nad projektami z różnych dziedzin, a klienci są liderami swoich branży. Wśród najważniejszych:
- Lebara – operator telefonii komórkowej w Europie[29][30];
- Gogo – firma świadcząca usługi komunikacyjne na pokładach samolotów;
- Currencycloud – innowacyjny lider w branży FinTech[31];
- Orbus Software – dostawca rozwiązań do zarządzania architekturą korporacyjną;
- RateSetter – internetowa platforma pożyczkowa[32];
- Travelport – znana na całym świecie firma oferująca platformy i rozwiązania technologiczne do zarządzania podróżami[33];
- Hotschedules – amerykańska firma oferująca rozwiązania dla branży restauracyjnej;
- Fluke Corporation(inne języki) – jeden z wiodących producentów elektronicznych przyrządów pomiarowych;
- Metinvest(inne języki) – firma górniczo-hutnicza działającą na Ukrainie, w Europie i USA;
- TuneIn – popularna platforma oferująca dostęp do muzyki, informacji, podcastów itp. w Stanach Zjednoczonych;
- Origin Enterprises – grupa usług rolniczych świadcząca specjalistyczne usługi agronomiczne i technologie rolnicze[34].

## Społeczna odpowiedzialność biznesu
Przez ostatnie 9 lat N-iX aktywnie uczestniczyła w rozwoju lokalnej branży IT i pracuje nad poprawą edukacji informatycznej młodych ludzi. Projekty społeczne N-iX mają na celu podniesienie poziomu nauki o technologii komputerowej w szkołach i na uniwersytetach, zapewnienie szkolenia zawodowego pracownikom oraz zwiększenie liczby działań promujących rozwój IT.
N-iX wspiera inicjatywy edukacyjne mające na celu szkolenie młodego pokolenia profesjonalistów. Od kilku lat pracownicy N-iX dołączają do wydarzenia Hour of Code, które promuje programowanie wśród uczniów. W 2019 roku N-iX zebrał fundusze i zakupił książki do nauki Javascript i Python dla lwowskich szkół.
N-iX bierze również udział w otwarciu i modernizacji innowacyjnych laboratoriów na uniwersytetach lwowskich. W ciągu ostatnich kilku lat uruchomiono szereg programów szkoleń technicznych przy wsparciu lwowskiego klastra IT i wiodących firm lwowskich.
W 2019 r. N-iX zebrała fundusze na pokrycie kosztów studiów na EIT na UCU, jednym z wiodących uniwersytetów na Ukrainie, dla zdolnych studentów, nie mogących sobie na to pozwolić. Firma zapewnia również stypendia utalentowanym studentom na studia na UCU w programie informatycznym i przez dwa lata z rzędu, wraz z inną firmą technologiczną, finansuje wycieczkę studentów UCU Master of Science w Data Science na Queen's International Innovation Challenge.
Ponadto N-iX inwestuje w szkolenia i rozwój zawodowy swoich pracowników. Firma przeznacza środki na szkolenia zewnętrzne dla pracowników, zachęca do międzynarodowej certyfikacji i oferuje programy mentorskie.
N-iX bierze udział w wielu edukacyjnych, charytatywnych i biznesowych wydarzeniach promujących rozwój branży: JS Fest, .Net Fest, Games Gathering, Engineering Job Fair, EduHack, UCU Job Fair, SQLSaturday Lviv, BEST Hackathon i inne. N-iX jest także współorganizatorem i partnerem IT Arena, największej konferencji technologicznej w Europie Wschodniej, gdzie corocznie prezentuje swoje nowe projekty.
Od kilku lat firma organizuje wszelkiego rodzaju hackatony: Garage 48, których zwycięzcy otrzymują nagrodę pieniężną, Empowering Women Hackathon, którego celem jest zainspirowanie kobiet do pracy w IT i Game Jam, hackathonie wewnętrznym organizowanym przez N-iX Game & VR Studio, który zachęca uczniów do testowania gier.
W 2017-2019 r. N-iX została uhonorowana przez IOAP gwiazdą wyróżniającą za osiągnięcia w programach CSR.

## Nagrody i wyróżnienia
Firma została uhonorowana kilkoma nagrodami i znalazła się w prestiżowych światowych rankingach. Lista (od 2017 r.):
| Nagroda lub wyróżnienie                                                     | Rok  | Opis |
| --------------------------------------------------------------------------- | ---- | --- |
| GSA UK Awards                                                               | 2019 | N-iX trafił na listę finalistów GSA UK Awards 2019 od Global Sourcing Association w trzech kategoriach: - Utilities / Telecommunications Project of the Year; - Financial Services Project of the Year; - Delivery Destination of the Year. |
| The Best of The Global Outsourcing 100                                      | 2019 | Coroczne wyniki 100 najlepszych firm, zajmujących się outsourcingiem. |
| Clutch Top .NET Developers                                                  | 2019 | Lista B2B sieci Clutch, zawierająca najlepsze firmy, które zajmują się rozpracowywaniem .NET |
| Software 500                                                                | 2018 | Lista 500 „złotych” firm tworzących oprogramowanie. |
| Global Outsourcing 100                                                      | 2018 | Coroczne wyniki 100 najlepszych firm, zajmujących się outsourcingiem. |
| Clutch Top B2B Companies in Poland and Ukraine                              | 2018 | Lista B2B sieci Clutch, na której znajdują się najlepsze firmy zajmujące się outsourcingiem |
| Featured in the Forrester’s Overview of Custom Software Development Vendors | 2018 | Lista Forrester wybitnych dostawców niestandardowych usług opracowywania aplikacji i najlepszych praktyk w branży |
| Inc. 5000 Europe                                                            | 2018 | Lista największych i najbardziej dynamicznych firm w Europie. |
| Software 500                                                                | 2017 | Lista 500 „złotych” firm tworzących oprogramowanie. |
| Global Outsourcing 100                                                      | 2017 | Coroczne wyniki 100 najlepszych firm, zajmujących się outsourcingiem. |
| Top IT Outsourcing Companies                                                | 2017 | Lista B2B sieci Clutch, na której znajdują się najlepsze firmy zajmujące się outsourcingiem |
| Clutch Top Web and Software Developers in Ukraine                           | 2017 | Lista B2B sieci Clutch, która zawiera najlepsze ukraińskie firmy tworzące oprogramowania i strony internetowe. |

### Wzmianka w mediach
- A Blueprint for Ukraine (New York Times)
- How IT outsourcing can add value
- Western Ukraine Could Be an Entry Point into the Country
- Trade deal with Ukraine a vote of confidence in country's potential
- IT programmer Ekatarina Zyryanova: «There are a lot of clever people in Donbass and it will be easy to recover the local IT industry»
- Despite a war, this Ukrainian city's tech sector has tripled in six years
- How disruptive fintech and healthtech companies find industry and technology expertise in Ukraine